# Sauromalus klauberi
Sauromalus klauberi є видом ящірок з родини ігуанових. Вперше вид був ідентифікований у 1941 році.

## Географічний діапазон
S. klauberi є ендеміком Нижньої Каліфорнії. Він зустрічається на островах Каліфорнійської затоки: Острів Еспіріту-Санто, Острів Партіда, Острів Санта-Крус, Сан-Маркос, Санта-Каталіна та Острів Сан-Франциско.

## Етимологія
S. klauberi названо на честь Лоуренса Монро Клаубера, американського натураліста-любителя.